# 共享存储器的多处理器系统
共享存储器的多处理器系统指具有一个公共的存储器和多个处理器的系统。按照操作系统内核在何处运行，可以分为两类——主从系统和对称系统。

## 主从系统
在主从系统中，一台处理器（主处理器）专门运行操作系统内核，负责资源和进程的调度；其他处理器则负责执行用户程序（进程）。
这种结构有两个缺点：
1. 主处理器一旦崩溃，整个系统也崩溃。
2. 主处理器可能成为限制整个系统性能的瓶颈。

## 对称系统
对称系统即对称多处理系统（SMP）。对称意为操作系统内核可以在任意一个处理器上运行。